# Minotaur (powieść)
Minotaur (tytuł oryginału: המינוטאור) – powieść izraelskiego pisarza Binjamina Tammuza z 1980 roku.

## Streszczenie fabuły
Bohaterem jest tajny agent służb izraelskich. W dniu swoich 41. urodzin zakochuje się w młodej dziewczynie Thei. Nie może ujawnić przed ukochaną swojej tożsamości, ale wykorzystuje wszystkie znane tylko agentowi metody, aby wywierać coraz większy wpływ na życie dziewczyny. Bohaterów zaczyna łączyć silna, choć tylko zaoczna relacja, która trwa kilka lat.
Powieść „Minotaur” doczekała się wydań w trzynastu krajach, m.in. w Stanach Zjednoczonych, Anglii, Niemczech, Hiszpanii, Francji, Włoszech, Grecji, Turcji, Estonii, Rosji, Albanii i Chinach.
Książka została w 1981 roku uznana przez Grahama Greene’a za Książkę Roku w Anglii.
Polskie wydanie książki w tłumaczeniu Michała Sobelmana ukazało się 7 marca 2011 r. nakładem wydawnictwa  Claroscuro